# 上重原村
上重原村（かみしげはらむら）は、愛知県碧海郡にあった村。現在の知立市の一部にあたる。

## 地理
碧海台地の北縁部、猿渡川の右岸に位置していた。

## 歴史
- 1889年（明治22年）10月1日、町村制の施行により、碧海郡上重原村が単独で村制施行し、上重原村が発足[1][2]。大字は編成せず[2]。
  - 同年東海道本線が開通し遍照院の参拝者が急増した[2]。
- 1890年（明治23年）上重原農会設立[2]
- 1906年（明治39年）5月1日、碧海郡知立町、牛橋村、長崎村（一部）と合併し、知立町が存続して廃止された[1][2]。合併後、知立町上重原となる[2]。

### 地名の由来
重原村が2か村に分割された際、猿渡川の上流に位置していたため。

## 産業
- 農業[2]

## 教育
- 1898年（明治31年）上重原尋常小学校新築移転[2]